# Acritus exiguus
Acritus exiguus är en skalbaggsart som först beskrevs av Wilhelm Ferdinand Erichson 1834.  Acritus exiguus ingår i släktet Acritus och familjen stumpbaggar. Inga underarter finns listade i Catalogue of Life.